# یواس‌اس ناباک (ای‌ان-۸۴)
یواس‌اس ناباک (ای‌ان-۸۴) (به انگلیسی: USS Naubuc (AN-84)) یک کشتی بود که طول آن 168' 6" بود. این کشتی در سال ۱۹۴۴ ساخته شد.